# While My Guitar Gently Weeps
«While My Guitar Gently Weeps» (укр. «Поки моя гітара тихенько плаче») — пісня гурту The Beatles з однойменного альбому (також відомого як «Білий Альбом»). Автор слів і музики Джордж Гаррісон.
«While My Guitar Gently Weeps» входить до списку 500 найкращих пісень журналу Rolling Stone під номером 135, і до 100 найкращих гітарних пісень під номером 7.

## Виконавці
- Джордж Гаррісон — вокал, бек-вокал, акустична гітара, орган Хаммонда
- Пол Маккартні — бек-вокал, піаніно, орган
- Джон Леннон — електрогітара, бас
- Рінго Старр — барабани, тамбурин
- Ерік Клептон — соло-гітара

## Історія
Натхнення прийшло до Джорджа Гаррісона, коли він читав Книгу перемін. Згодом він розповів, що, задумавшись про ідеї релятивізму у східній культурі, відкрив випадкову книгу, і побачивши в ній слова «gently weeps», негайно взявся складати пісню.
Пісня спочатку не викликала особливого інтересу в інших членів групи. Були записані декілька варіантів, зокрема чисто акустичні й більше електронні, але жодна з них не підходила для альбому. Соло-партію виконували то Гаррісон, то Джон Леннон — але вона не звучала так, як хотілося б.
Під час запису альбому «The Beatles» (також відомого як «White Album»), Гаррісон, Пол Маккартні, Джон Леннон і Рінго Старр вже насилу переносили один одного. Щоб трохи підняти настрій, Гаррісон попросив свого друга Клептона зіграти у своїй новій пісні. За словами бітлів, присутність Клептона розрядила атмосферу напруги в групі, яка виникла на схилі їх творчості.
6 вересня 1968, гітарист Ерік Клептон прийшов у студію Abbey Road в Лондоні, щоб записати гітару на нову пісню The Beatles — «While My Guitar Gently Weeps». Клептон спочатку був не в захваті від ідеї та сказав: «Ніхто ніколи не грає на записах The Beatles». «Ну то й що?, — заперечив йому Гаррісон, — це моя пісня». «Звільнений» від соло-партії, Гаррісон виконав вокальну партію і партію ритм-гітари в цій пісні.

## Цікаві факти про пісню
«While My Guitar Gently Weeps» — найвідоміша пісня Джорджа Гаррісона з альбому «White Album». Він почав складати для неї музику в Індії, а вірші були закінчені після повернення до Англії:
«Я написав пісню „While My Guitar Gently Weeps“ в будинку моєї матері, у Воррінгтоні. Я думав про китайську книгу „І-Цзин“. З точки зору східної філософії, все, що відбувається зумовлене, а збігів не існує — кожна дрібниця веде до якоїсь мети. „While My Guitar Gently Weeps“ стала простим дослідженням цієї теорії. Я вирішив написати пісню про те, що першим побачу, відкривши будь-яку книгу, пов'язану з тим моментом і тим часом. Я вибрав книгу навмання, відкрив її, побачив слова „gently weeps“ (ніжно плаче), відклав книгу і взявся за пісню».
Пізніше Гаррісон скаржився, що Джон Леннон і Пол Маккартні не приділяли пісні достатньої уваги. І лише участь Еріка Клептона в запису змусили їх ставитися до неї по-іншому.
«Ми намагалися записати її [пісню], але Пол і Джон настільки звикли штампувати свої пісні, що часом їм було важко поставитися серйозно до моєї і записати її. Нічого не вийшло. Вони не сприйняли її всерйоз, і я навіть не сподівався, що вони взагалі погодяться її записувати, тому в той вечір я повернувся додому з думкою: «Шкода!» — тому що знав, що пісня насправді була дуже навіть непогана. Наступного дня я їхав до Лондона з Еріком Клептоном і запитав його: «Чим ти сьогодні займаєшся? Чому б тобі не з'їздити зі мною в студію і не зіграти для мене цю пісню?» Він відповів: «Ні, ні, я не можу. Ніхто раніше не брав участь у записах пісень „Бітлз“, іншим це не сподобається». Я заперечив: «Послухай, це моя пісня і я хочу, щоб ти грав у ній». І він прийшов. Я оголосив: «Цю пісню з нами буде записувати Ерік». Я не прогадав, тому що всі відразу стали намагатися. Пол сів за піаніно, зіграв непоганий вступ і всі інші теж поставилися до роботи серйозніше».
Це була перша пісня, яку Рінго зіграв після того, як залишив групу. Він прийшов у студію і виявив на барабанах квіти на знак його повернення.
У травні 1968 р. демо-версія цієї пісні була записана гуртом в бунгало Гаррісона в Ешері. Вона містила кілька цікавих рядків, які не додали у фінальну версію:
I look at you all, see the love there that's sleeping

While my guitar gently weeps

Problems you sow are the troubles you're reaping

Still my guitar gently weeps

I look at the trouble and hate that is raging

While my guitar gently weeps

As I'm sitting here, doing nothing but ageing

Still my guitar gently weeps
16 серпня The Beatles знову повернулися до пісні «While My Guitar Gently Weeps», зробивши 14 дублів: Гаррісон грав на гітарі, Леннон — на органі, Маккартні — на бас-гітарі і Старр — на барабанах. 3 вересня зробили кілька накладень на новому восьмиканальному обладнанні «Еббі-роуд». Гаррісон працював один і всі вісім годин провів у студії, намагаючись записати гітарне соло. Наступного дня Гаррісон прописав дві вокальні партії, маракас, барабани і додав соло-гітару. Однак, програвши запис, він вирішив його стерти і почати все заново. Ремейк почали в той же день, записавши 28 дублів. Гаррісон грав на акустичній гітарі, Леннон — на соло-гітарі, Маккартні — на органі і піаніно і Старр — на барабанах.
«While My Guitar Gently Weeps» була завершена 6 вересня. Ерік Клептон зіграв соло, але це не було зазначено в авторстві. Під час зведення соло обробили алгоритмом Varispeed для надання йому більш «бітлівського» звучання. У той же день Маккартні записав бас-гітару з ефектом Distortion, Гаррісон додав партію органу, а Старр — ударні інструменти. Нарешті, Джордж записав провідний вокал, а Маккартні — гармонію.
Сольна версія «While My Guitar Gently Weeps» була записана на студії Еббі-Роуд 25 липня 1968. Її виконував Гаррісон на акустичній гітарі, і вона містила ледь помітну партію органу в кінці пісні. У цій версії Джордж використовував техніку пальцевого звуковидобування, якій навчився у Донована в Рішікеші. Ця версія увійшла в альбом «Anthology 3» і в альбом «Love» з новим оркестровим аранжуванням, створеним Джорджем Мартіном. Вона також містила куплет, який не увійшов в офіційну версію:
I look from the wings at the play you are staging

While my guitar gently weeps

As I'm sitting here doing nothing but ageing

Still my guitar gently weeps
14 липня 1992 Гаррісон і Клептон виконали «While My Guitar Gently Weeps» на концерті в Японії.

## Кавер-версії
Пісня «While My Guitar Gently Weeps» звучить українською мовою в альбомі «60/70» гурту «Кам'яний Гість» та має назву «Під плач гітари моєї».